# Cascades du Hérisson

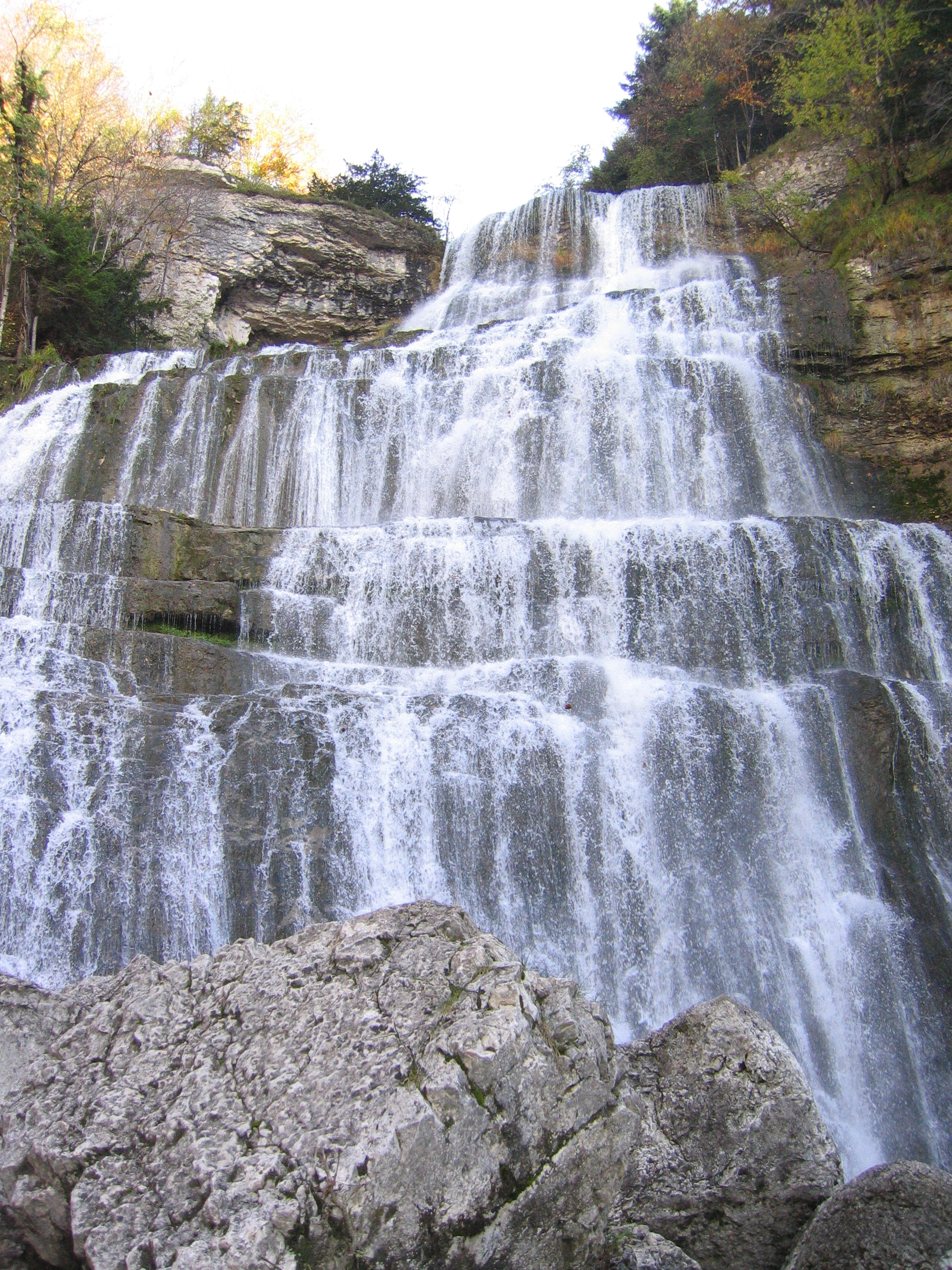
Fälle des Hérisson

Die Cascades du Hérisson (deutsch „Wasserfälle des Hérisson“) liegen im Jura in der Franche-Comté in Frankreich.
Der Hérisson fließt am Ende einer Schlucht in sieben Wasserfällen aus einer Höhe von 805 Metern über insgesamt 280 m in die Tiefe. Ein markierter Fußpfad führt an zahlreichen Wasserfällen, -becken und Höhlen vorbei. Die Cascade de l'Éventail (65 m) und die Cascade du Grand Saut (60 m) sind Höhepunkte des 3,7 km langen Parcours.
Der Wasserstand des Herisson variiert je nach Jahreszeit. Bei Niedrigwasser sind die Fälle weniger imposant, dafür werden auf dem Bachgrund bizarre Formationen sichtbar.
Einen wunderschönen Blick auf die größte Kaskade hat man auch vom Aussichtspunkt oberhalb des Tals (Belvedere de l´Eventail, Koordinaten 46°36´55.75´´N 5°51´06,57´´O), der über einen 100 m langen Fußpfad von der D39 aus zu erreichen ist.

Logo der Site naturel

   Er ist eine Site naturel classé (klassifizierter Naturraum).